# Кюнтопф, Михаэль
Михаэль Кюнтопф (нем. Michael Kühntopf; 11 августа 1957, Дюссельдорф) — немецкий и швейцарский религиовед и журналист.

## Биография
Он является оператором Jewiki (Еврейскую Вики-энциклопедию), крупнейшей онлайн-энциклопедии (Вики) немецкоязычного иудаизма. Он написал много книг и статей по иудаизму, еврейской истории и Швейцарии. В Тюбингенском университете он написал докторскую диссертацию о Натане Бирнбауме. В 2018 году он был одним из основателей организации «Евреи в альтернативе для Германии», а затем их главным редактором и советником правления.
Он живёт со своей семьей в кантоне Берн, Швейцария. Он женат во втором браке, имеет дочь и двоих детей от первого брака. Он живёт в Швейцарии с 2006 года. В Германии он был международным консультантом по рекламе и бизнесменом до переезда в Швейцарию и после завершения учёбы.